# Ћелава певачица
„Ћелава певачица“ је југословенски филм из 1972. године. Режирао га је Бранко Плеша, по истоименом делу Ежена Јонеска.

## Улоге
| Глумац                     | Улога |
| -------------------------- | ----- |
| Марија Милутиновић         |       |
| Огњанка Огњановић          |       |
| Миодраг Радовановић        |       |
| Јелисавета Саблић          |       |
| Властимир Ђуза Стојиљковић |       |
| Данило Бата Стојковић      |       |